# Pershing Square (Los Angeles)
Pour les articles homonymes, voir Pershing Square.
Pershing Square est un parc situé dans le centre-ville de Los Angeles, en Californie. Il est encerclé par la 5e rue (5th Street) au nord, la 6e rue (6th Street) au sud, Hill Street à l'est ainsi que par Olive Street à l'ouest.

## Transport
La zone du parc est desservie par les lignes B et D  du métro de Los Angeles.